# Revelles
Revelles és un municipi francès situat al departament del Somme i a la regió dels Alts de França. L'any 2007 tenia 537 habitants.

## Demografia

### Població

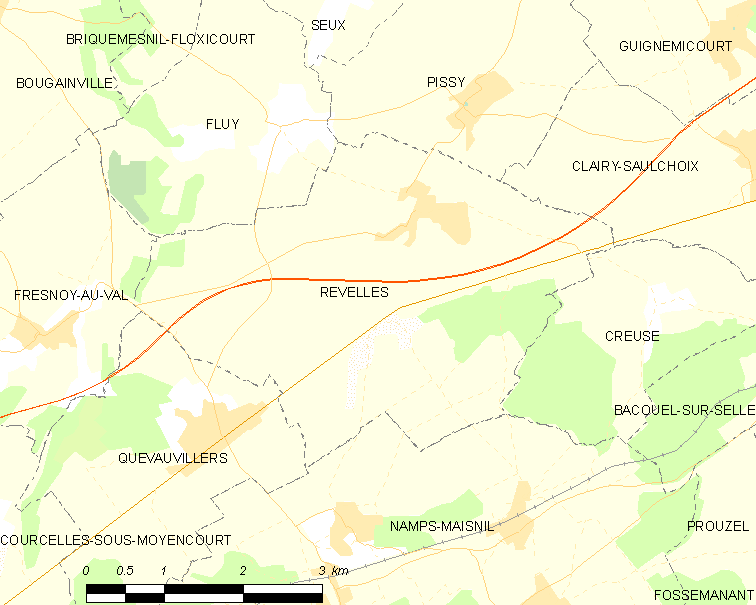
mapa del municipi

El 2007 la població de fet de Revelles era de 537 persones. Hi havia 200 famílies de les quals 28 eren unipersonals (16 homes vivint sols i 12 dones vivint soles), 72 parelles sense fills, 84 parelles amb fills i 16 famílies monoparentals amb fills.
La població ha evolucionat segons el següent gràfic:
Habitants censats

### Habitatges

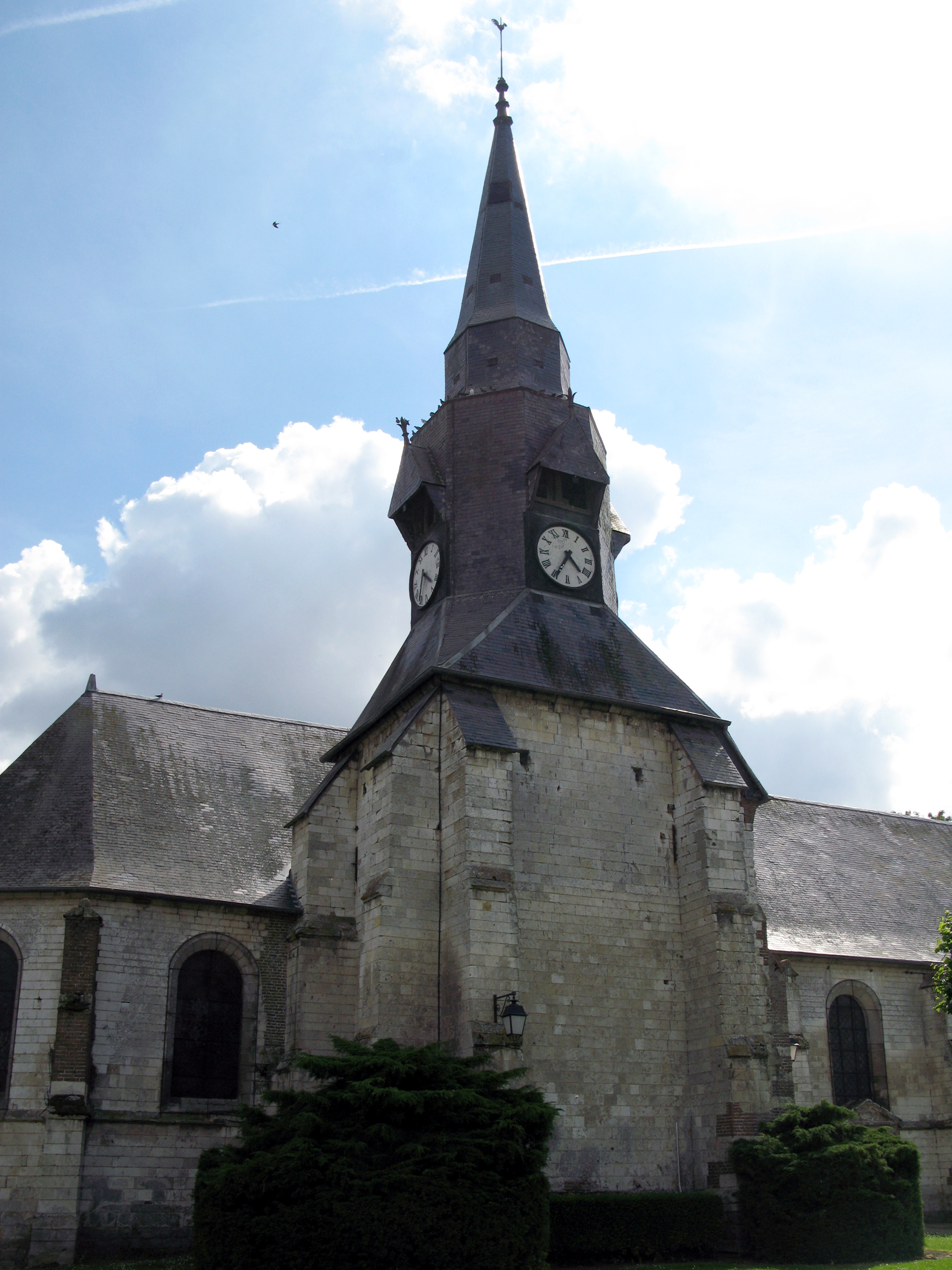

El 2007 hi havia 222 habitatges, 201 eren l'habitatge principal de la família, 7 eren segones residències i 14 estaven desocupats. 215 eren cases i 5 eren apartaments. Dels 201 habitatges principals, 183 estaven ocupats pels seus propietaris, 13 estaven llogats i ocupats pels llogaters i 5 estaven cedits a títol gratuït; 1 tenia una cambra, 6 en tenien dues, 32 en tenien tres, 46 en tenien quatre i 116 en tenien cinc o més. 148 habitatges disposaven pel capbaix d'una plaça de pàrquing. A 63 habitatges hi havia un automòbil i a 122 n'hi havia dos o més.

### Piràmide de població

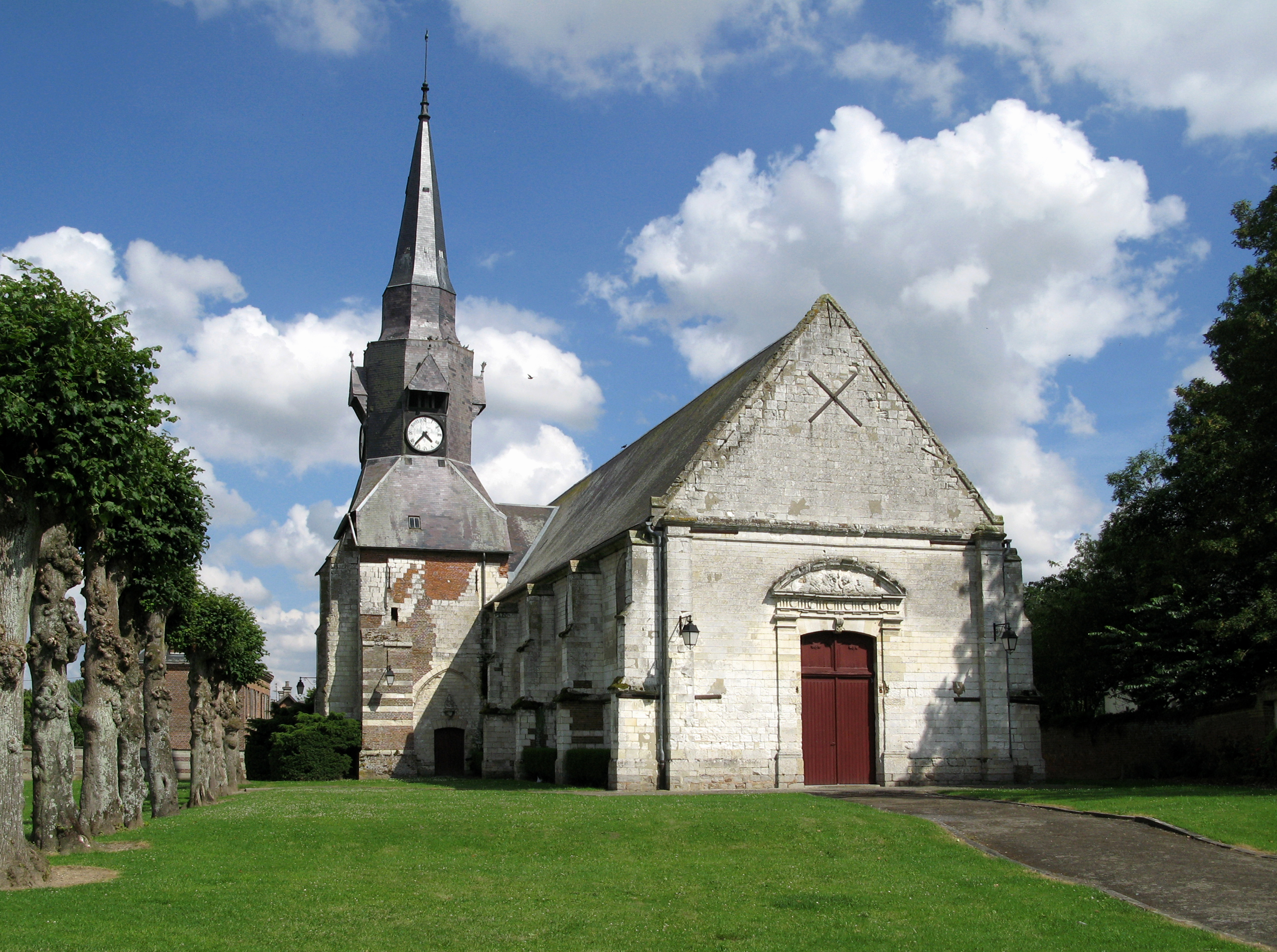

La piràmide de població per edats i sexe el 2009 era:
| Homes | Edats   | Dones |
| ----- | ------- | ----- |
| 0     | 95 o +  | 0     |
| 0     | 90 a 94 | 0     |
| 0     | 85 a 89 | 0     |
| 0     | 80 a 84 | 4     |
| 8     | 75 a 79 | 12    |
| 12    | 70 a 74 | 16    |
| 16    | 65 a 69 | 8     |
| 8     | 60 a 64 | 12    |
| 8     | 55 a 59 | 0     |
| 24    | 50 a 54 | 12    |
| 48    | 45 a 49 | 36    |
| 8     | 40 a 44 | 32    |
| 20    | 35 a 39 | 4     |
| 16    | 30 a 34 | 28    |
| 8     | 25 a 29 | 8     |
| 13    | 20 a 24 | 16    |
| 36    | 15 a 19 | 8     |
| 28    | 10 a 14 | 12    |
| 16    | 5 a 9   | 16    |
| 4     | 0 a 4   | 8     |

## Economia

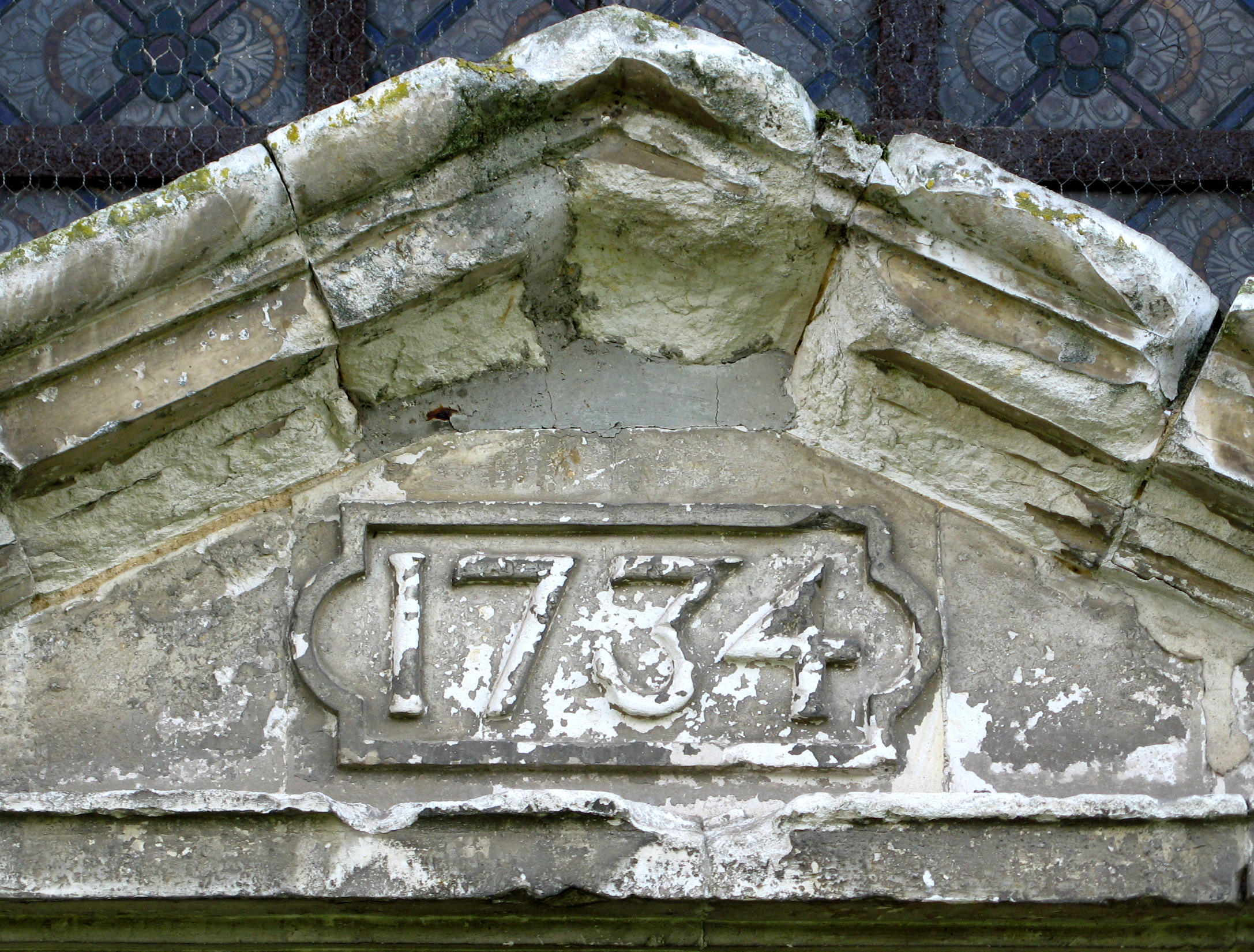

El 2007 la població en edat de treballar era de 369 persones, 277 eren actives i 92 eren inactives. De les 277 persones actives 259 estaven ocupades (139 homes i 120 dones) i 18 estaven aturades (8 homes i 10 dones). De les 92 persones inactives 36 estaven jubilades, 36 estaven estudiant i 20 estaven classificades com a «altres inactius».

### Ingressos

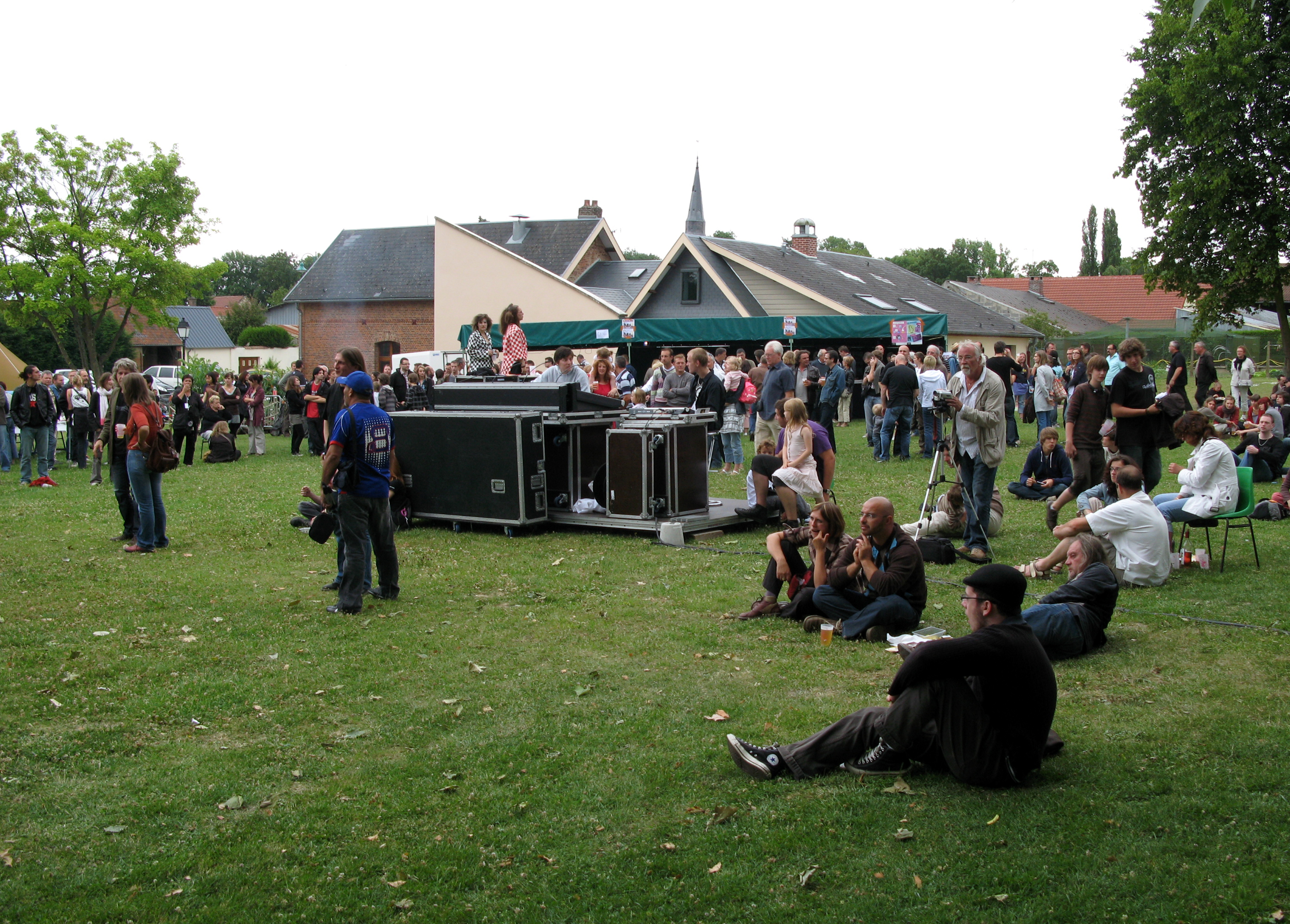
11 de juliol

El 2009 a Revelles hi havia 207 unitats fiscals que integraven 538 persones, la mediana anual d'ingressos fiscals per persona era de 21.119 €.

### Activitats econòmiques
Dels 12 establiments que hi havia el 2007, 1 era d'una empresa de construcció, 2 d'empreses de comerç i reparació d'automòbils, 3 d'empreses de transport, 1 d'una empresa d'hostatgeria i restauració, 1 d'una empresa d'informació i comunicació, 1 d'una empresa immobiliària, 1 d'una empresa de serveis i 2 d'empreses classificades com a «altres activitats de serveis».
L'únic servei als particulars que hi havia el 2009 era un taller de reparació d'automòbils i de material agrícola.
L'any 2000 a Revelles hi havia 10 explotacions agrícoles que ocupaven un total de 402 hectàrees.

## Equipaments sanitaris i escolars
El 2009 hi havia una escola elemental integrada dins d'un grup escolar amb les comunes properes formant una escola dispersa.

## Poblacions més properes
El següent diagrama mostra les poblacions més properes.